# Kampfgeschwader 257
Das Kampfgeschwader 257 war ein Verband der Luftwaffe der Wehrmacht vor dem Zweiten Weltkrieg. Als Kampfgeschwader, ausgestattet mit Bombern, zuletzt vom Typ Heinkel He 111 bildete es Bomberbesatzungen aus für Luftangriffe mit Bomben. Es wurde am 1. Mai 1939 in Kampfgeschwader 26 umbenannt.

## Aufstellung
Der Geschwaderstab entstand im Rahmen der Aufrüstung der Luftwaffe am 1. April 1938 auf dem Fliegerhorst Lüneburg. (Lage) Zuvor war bereits am 1. April 1937 die I. Gruppe in Zerbst (Lage), die II. Gruppe in Lüneburg und die III. Gruppe in Hannover-Langenhagen aufgestellt worden. Am 1. Mai 1939 erhielt das Geschwader nach dem neuen Benennungsschema der Luftwaffe die Bezeichnung Kampfgeschwader 26. Die III. Gruppe war zuvor schon, am 1. Oktober 1937, in die IV. Gruppe des Kampfgeschwaders 152 umgewandelt worden. Das Geschwader war mit der Heinkel He 111 ausgestattet.

## Gliederung
Der Geschwaderstab führte die I. bis III. Gruppe die wiederum in Staffeln unterteilt waren. Die 1. bis 3. Staffel gehörte der I. Gruppe, die 4. bis 6. Staffel der II. Gruppe und die 7. bis 9. Staffel der III. Gruppe an.

## Kommandeure

### Geschwaderkommodore
| Dienstgrad | Name                            | Zeit                               |
| ---------- | ------------------------------- | ---------------------------------- |
| Oberst     | Wolfram Freiherr von Richthofen | 1. April 1938 bis 31. Oktober 1938 |
| Oberst     | Hans Siburg                     | 1. November 1938 bis 1. Mai 1939   |

### Gruppenkommandeure
I. Gruppe
- Oberst Gerhard Conrad, 1. April 1937 bis 310. März 1939[5]
- Major Walter Loebel, 1. April 1939 bis 1. Mai 1939[6]

II. Gruppe
- Major Simon, 1. April 1937 bis 30. Juni 1938[7]
- Major Joachim von Busche, 1. Juli 1938 bis 1. Mai 1939[8]

III. Gruppe
- Oberst Robert Krauß, 1. Oktober 1937 bis 31. Dezember 1937[9]

## Bekannte Geschwaderangehörige
- Hermann Josef von dem Bongart (1897–1952), war Sportschütze und Vize-Weltmeister im Wurfscheibenschießen